# 貝赫沙赫爾
貝赫沙赫爾（波斯語：‎）是伊朗的城市，位於該國北部厄爾布爾士山脈山腳，由馬贊德蘭省負責管轄，距離首府薩里市約40公里，海拔高度9米，2012年人口91,108。